# Чоловік у дорозі (фільм)
«Чоловік у дорозі» (англ. «The Man in the Road») — британський трилер 1957 року, знятий режисером Ленсом Комфортом. У головних ролях — Дерек Фарр та Елла Рейнс.

## Сюжет
Комуністичні агенти шпигують за видатним вченим, щоб викрасти його нову надсекретну формулу.

## У ролях
- Дерек Фарр — доктор Джеймс Пакстон/Іван Масон
- Елла Рейнс — Рона Еллісон
- Дональд Вулфіт — професор Кеттрелл
- Ліза Деніелі — Мітці
- Брюс Бібі — доктор Меннінг
- Рассел Нап'є — Девідсон
- Сіріл К'юсак — доктор Келлі
- Фредерік Пайпер — інспектор Гайман
- Карел Степанек — Дмитро Балінкев